# Bothrophthalmus
Bothrophthalmus – rodzaj węży z rodziny Lamprophiidae.

## Rozmieszczenie geograficzne
Rodzaj obejmuje gatunki występujące w Afryce Zachodniej i Środkowej (Gwinea, Sierra Leone, Liberia, Wybrzeże Kości Słoniowej, Ghana, Benin, Nigeria, Kamerun, Republika Środkowoafrykańska, Gwinea Równikowa, Gabon, Kongo, Demokratyczna Republika Konga, Rwanda i Uganda). 

## Systematyka
Rodzaj zdefiniował w 1863 roku niemiecki zoolog Wilhelm Peters w artykule zatytułowanym O kilku nowych lub mniej znanych gatunkach węży z Muzeum Zoologicznego w Berlinie, opublikowanym w czasopiśmie „Monatsberichte der Königlichen Preussische Akademie des Wissenschaften zu Berlin”. Gatunkiem typowym jest (oznaczenie monotypowe) B. lineatus.

### Etymologia
Bothrophthalmus: gr. βοθρος bothros ‘rów, jama, dół’; οφθαλμος ophthalmos ‘oko’.

### Podział systematyczny
Do rodzaju należą następujące gatunki: 
- Bothrophthalmus brunneus Günther, 1863
- Bothrophthalmus lineatus (Peters, 1863)